# 足立区立西伊興小学校
足立区立西伊興小学校（あだちくりつ にしいこうしょうがっこう）は、東京都足立区伊興にある公立小学校。校内に学童保育室が設置されている。

## 概要
西伊興小学校開校前の西新井第二小学校では、昭和38，39年に建設された西新井第二団地、西新井第三団地の児童を抱え、西新井四丁目、五丁目の宅地開発も進み、この地域の人口は急増していた。昭和45年度入学の1年生は7クラスあり、校庭にプレハブ校舎3棟を建て、運動会も出来ないほどマンモス校になっていた。昭和45，46年度の運動会は、北側にある諏訪木公園で行った。昭和46年度の1年生は8クラスに膨れ上がった。
西伊興町の宅地開発も激しく人口も急増し、伊興小学校は昭和45年には39学級になり、昭和46年に東伊興小学校を新設して33学級になったが、児童数の増加は続いていた。
新設校を作るべく署名運動が起こり、元々足立区の資材置き場でもあった現小学校の地に新設校を建てることが決定した。ただ、西新井第二小学校、伊興小学校からの距離も近く、学区域の件で地域と揉めた。既存の学校を通り越して新設校に通うのか、という声も出た。
結局、西新井第二小からは西新井三丁目と西伊興町60番地から68番地の児童、伊興小からは西伊興町35番地から59番地の児童が移動になった。5年生までが移動し、6年生は移動しなかった。卒業まで僅かということもあったが、開校当時は完成校ではなかったため教室数が不足するという理由もあった。西新井三丁目の児童は諏訪木東公園の中を通学路とし、信号機を設置した。
西校舎は一部だけの完成で開校したので教室は不足し、西校舎が完成するまでの2年程はプレハブ校舎があった。プールの完成は昭和51年度であった。

## 教育目標
- やさしい子
- げんきな子
- かんがえる子

## 校歌
- 作詞　校歌作成委員会
- 作曲　高木東六

## 学区域
- 西新井三丁目　全域
- 伊興二丁目　3 - 8，13 - 16番
- 西伊興一丁目　全域
- 西伊興二丁目　1，4，5，10，11番
- 中学校は、西新井中学校 、足立区立伊興中学校、足立区立第十四中学校 に分かれる。

## 沿革
- 1972年（昭和47年）
  - 2月27日 体育館竣工
  - 3月31日 校舎18教室完成
  - 4月1日 開校
  - 6月30日 校舎6教室完成
  - 11月13日 開校式･祝賀会挙行
- 1973年（昭和48年）3月31日 西校舎12教室完成
- 1987年（昭和62年）3月31日 住居表示実施により、西伊興町56番地6から伊興二丁目6番1号に住所変更
- 令和6年4月現在  学級数23児童数602名(個別支援学級含む)

## 交通アクセス
- 竹ノ塚駅、谷在家駅から徒歩15分
- 東武バス流通センター・竹の塚車庫行き　西伊興小学校前から徒歩1分